# Роян, Фердинанд Август
Фердинанд Август Роян (нем. Ferdinand August Rojahn; 18 сентября 1822, Бад-Гандерсхайм, Германия — 19 мая 1900, Кристиансанн, Норвегия) — норвежский скрипач, органист и дирижёр немецкого происхождения. Сын дирижёра и контрабасиста Иоганна Фридриха Готлиба Рояна (1798—1852), брат Фридриха Вильгельма Рояна, отец органиста и музыкального критика Фердинанда Готлиба Рояна.
Учился музыке в Хильдесхайме, работал скрипачом в Люнебурге, Гамбурге, Альтоне. В 1840 году выехал в Норвегию в составе небольшого оркестра Гарцское общество (нем. Harzverein) под руководством своего отца; оркестр, исполнявший венские вальсы и оперные увертюры, пользовался исключительной популярностью в Кристиании в 1840—1841 гг. С 1841 года также скрипач оперного театра, в 1845—1853 гг. работал в Кристиансанне в должности городского музыканта. В 1854—1857 гг. дирижёр театра «Национальная сцена». В 1857—1859 гг. возглавлял Музыкальное общество «Гармония» в Бергене. Затем вернулся в Кристиансанн и до конца жизни работал органистом, а также преподавал скрипку и теорию музыки (среди его учеников, в частности, Сигурд Ли).